# Lorenz Hiel

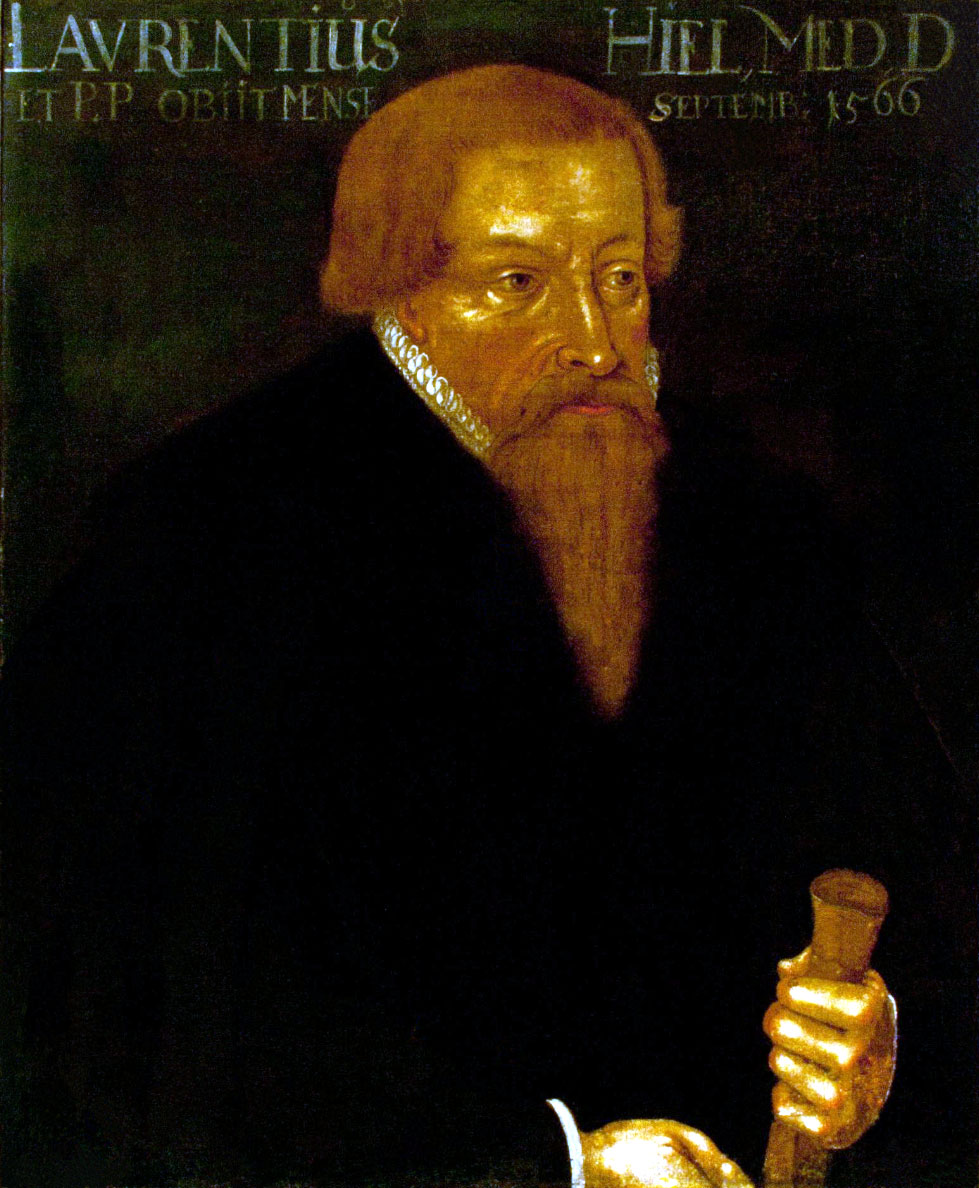
Lorenz Hiel

Lorenz Hiel auch: Laurentius ab Hele, Hielius (* um 1532 in Wesel; † 16. September 1566 in Jena) war ein deutscher Mediziner und Botaniker.

## Leben
Über Hiels Herkunft ist nichts bekannt. Scheinbar hatte er in Frankreich oder Belgien Unterricht genossen, bevor er sich im Mai 1553 an der Universität Rostock immatrikulierte. Hier wurde er 1555 Baccalaurus der Medizin und erwarb sich das Lizentiat derselben Fachrichtung. 1559 zog er an die Universität Jena, wo er Professor der Medizin und Botanik wurde. Zu diesem Zweck promovierte er in Jena 1560 zum Doktor der Medizin. 1561 hatte er sich mit Gertrud Schröter (* Weimar; † 1566 in Jena), die Tochter des Weimarer Bürgermeisters und Tuchhändlers Petrus Schröter und dessen Frau Gertrud Dietz, eine Schwester des Jenaer Professors Johannes von Schröter, verheiratet. Aus der Ehe stammt ein Sohn. Hiel beteiligte sich auch an den organisatorischen Aufgaben der Jenaer Hochschule und war im Wintersemester 1562 Rektor der Alma Mater. Er wurde ein Opfer seiner Berufsrichtung und verstarb mit seiner Familie an der Pest. In der Jenaer Stadtkirche St. Michael wurde ihm und seiner Frau ein Epitaph errichtet.

## Werke (Auswahl)
- Epitomen Historiae Aniimalium quadrupedum.
- Dissert. Inaugural. de Morbo Gallico. Jena 1559.